# Zsuzsa Pertis
Zsuzsa Pertis (1943 – 2007) was een Hongaarse klaveciniste en muziekpedagoge.

## Levensloop
Pertis studeerde piano aan de Franz Liszt Muzieacademie van Boedapest met Pál Kadosa en vervolgens klavecimbel in Wenen bij Isolde Ahlgrimm. 
Vanaf 1965 was ze de klaveciniste van het Franz Liszt Kamerorkest en ze nam deel aan honderden concerten, tournees en platenopnamen.
Als klaveciniste en begeleidster heeft ze gespeeld met onder meer János Rolla, Jean-Pierre Rampal, Sergiu Luca, Thomas Zehetmair. 
In 1968 behaalde ze, samen met de Canadese Martha Brickman, de tweede prijs (geen eerste prijs toegekend) in het internationale klavecimbelconcours van Brugge, in het kader van het Festival Oude Muziek. 
Zsuzsa Pertis is docent geweest aan de Franz Liszt Muziekacademie in Boedapest vanaf 1969. Ze heeft muziekopnamen gerealiseerd onder het label Hungaroton.